# المجلس الأعلى للقوات المسلحة (السودان)
المجلس الأعلى للقوات المسلحة السوداني أو المجلس الأعلى للقوات المسلحة في السودان أوّل مجلس عسكري سوداني يحكم السودان، جاء عقب انقلاب الفريق إبراهيم عبود الذي قاد أوّل انقلاب عسكري في السوداني في العام 1958، حيث أطاح بالحكومة المنتخبة، وأصبح أول ضابط يتولى السلطة في السودان ورئيسًا للدولة ما بين عامي 1958 حتى 1964.

## أعضاء المجلس
تشكل المجلس الأعلى للقوات المسلحة في السودان في 17 نوفمبر 1958، على النحو التالي:
- الفريق / إبراهيم عبود
- اللواء / أحمد عبد الوهاب
- اللواء / محمد طلعت فريد
- الاميرلاي / حسن بشير نصر
- الاميرلاي / محمد أحمد عروة
- الاميرلاي /أحمد رضا فريد
- الاميرلاي / أحمد مجذوب البحاري
- الاميرلاي / أحمد عبد الله حامد
- الاميرلاي / عوض عبد الرحمن صغير
- الاميرلاي / محمد أحمد التجاني
- قائمقام / حسين علي كرار

ثم جرى تعديل في عضوية المجلس، فأعفي كل من:
- اللواء / أحمد عبد الوهاب
- الاميرالاي/ عوض عبد الرحمن صغير
- الاميرالاي/ أحمد عبد الله حامد
- الاميرالاي/ محمد أحمد التيجاني
- المقدم / حسين علي كرار (سكرتير المجلس)

وعُيّن في مكانهم:
- اللواء / محي الدين أحمد عبد الله
- الاميرالاي/ عبد الرحيم محمد خير شنان
- الاميرالاي/ المقبول الأمين الحاج (سكرتير المجلس)

ثم استقر المجلس في العام 1960 على:
- الفريق / إبراهيم عبود
- اللواء / حسن بشير نصر
- اللواء / محمد أحمد عروة
- اللواء / محمد طلعت فريد
- اللواء / أحمد مجذوب البحاري
- اللواء / أحمد رضا فريد
- اللواء / المقبول الامين الحاج